# Ван Флит, Луис
Луис ван Флит (нидерл. Louis van Vliet; 17 августа 1854, Амстердам — 15 июня 1932, Лондон) — голландский и британский шахматист (мастер), участник ряда крупных международных соревнований.

## Биография
Родился в семье Мозеса ван Флита и его жены Антаатье Филип ван Клееф. Отец был родом из Роттердама, после переезда в столицу сначала работал портным, потом начал заниматься бизнесом. После смерти М. ван Флита в ноябре 1865 года мать увезла Луиса в Англию, где жил брат отца Эдвард ван Флит. Другой брат отца Элиазер Лион ван Флит жил в Сан-Франциско, где занимался ростовщичеством. В 1884 году Л. ван Флит переехал к нему. Видимо, в Сан-Франциско под влиянием дяди он приобщился к шахматам. За несколько лет Л. ван Флит стал сильнейшим шахматистом Тихоокеанского побережья США. В 1887 году ван Флит вернулся в Лондон. С этого момента и на протяжении двух десятков лет он активно и не без успеха участвовал в шахматных соревнованиях.
Из партий Л. ван Флита наиболее известна его быстрая победа над будущим чемпионом мира Эм. Ласкером в амстердамском турнире 1889 года. Партию против ван Флита из турнира в Остенде (1907 г.) А. И. Нимцович включил в свои книги «Шахматная блокада», «Моя система» и «Моя система на практике». В свою книгу «Моя система» Нимцович также поместил партию, которую ван Флит в том же турнире проиграл Е. А. Зноско-Боровскому.

## Спортивные результаты
| Год  | Город     | Соревнование                                                       | + | −  | = | Результат | Место |
| ---- | --------- | ------------------------------------------------------------------ | - | -- | - | --------- | ----- |
| 1889 | Амстердам | Международный турнир                                               | 3 | 1  | 4 | 5 из 8    | 4     |
|      | Лондон    | Международный турнир                                               |   |    |   |           | 6—8   |
| 1890 | Манчестер | Международный турнир (6-й конгресс Британской шахматной федерации) | 3 | 12 | 4 | 5 из 19   | 19    |
| 1891 | Лондон    | Международный турнир                                               |   |    |   |           | 2     |
|      | Лондон    | Международный турнир                                               |   |    |   |           | 10    |
| 1892 | Лондон    | Международный турнир (7-й конгресс Британской шахматной федерации) | 3 | 5  | 3 | 4½ из 11  | 9     |
| 1893 | Лондон    | Международный турнир                                               | 1 | 2  | 2 | 2 из 5    | 5     |
| 1896 | Лондон    | Международный турнир                                               |   |    |   |           | 2—3   |
| 1900 | Лондон    | Международный турнир                                               |   |    |   |           | 3—4   |
|      | Лондон    | Международный турнир                                               |   |    |   |           | 5     |
| 1904 | Лондон    | Международный турнир                                               |   |    |   |           | 6     |
|      | Лондон    | Тематический гамбитный турнир                                      |   |    |   |           | 5     |
| 1907 | Остенде   | Международный турнир                                               | 6 | 17 | 5 | 8½ из 28  | 27—28 |